# Пітер Бордман
Пітер Девід Бордман (англ. Peter David Boardman; 25 грудня 1950, Бремголл, Стокпорт, Великий Манчестер — 17 травня 1982, Еверест) — британський альпініст, гірський провідник, письменник — лауреат премії Джона Луеліна Різа. Здійснив низку видатних для свого часу сходжень у різних куточках планети, серед яких перші південно-західною стіною на Еверест і північним гребенем на Канченджанґу, першосходження на Конгур і південну вершину Гауришанкари.
Зник безвісти 17 травня 1982 року разом із Джо Таскером під час сходження на Еверест раніше не пройденим північно-східним гребенем вершини. Його тіло виявили лише через десять років, обставини трагедії не з'ясовано.

## Біографія
Народився у Бремголлі молодшим із синів Алана та Дороті Бордманов. Там же закінчив початкову (англ. Nevill Road County Primary School) та середню (англ. Stockport Grammar School) школи. Ще у підлітковому віці двічі побував на Корсиці, в горах якої вперше відчув смак «свободи пересування, легкості, з якою крізь гірську країну на своїх плечах я ніс прихисток, тепло, їжу та паливо».
У 1966 році вступив до Манчестерського гірничого клубу (англ. Mynydd Climbing Club), в якому почав серйозно займатися гірською підготовкою зі своїм другом зі шкільних років Беррі Монкменом, а трохи пізніше з Дейвом Поунеллом. У клубі він швидко став провідним VS-клаймбером гравелітами та скельними маршрутами Пік-Дистрикт. У 1968 році вперше побував у Пеннінських Альпах, де швидко опанував класичні маршрути, ставши найкращим із британських скелелазів свого часу. Протягом 1970—1973 років зробив швидкісне сходження північно-західним ребром на Ле Дрю (з Крісом Фіцг'югом (англ. Chris Fitzhugh)), а також першим з британців пройшов диретисиму Північної стіни Олану, північну стіну Нестгорна та диретисиму північної стіни Брайтгорна.
Ще зі школи Бордман цікавився літературою. Він вступив до Ноттінгемського університету, який закінчив зі ступенем у галузі англійської літератури. У 1973 році здобув диплом викладача в Університетському коледжі Північного Уельсу (Бангор), проте працювати за професією, в буквальному сенсі цього слова, йому не довелося. У вересні 1973 року він влаштувався у Glenmore Lodge — національний навчальний центр екстремальних видів спорту, і у вересні 1977 року отримав свідоцтво інструктора з гірничої підготовки (англ. The Mountain Guide Carnet).
У 1975 році став членом Британської ради з альпінізму на посаді національного представника (англ. National Officer). Попри невеликий досвід роботи в різних міжнародних комітетах і робочих групах, він швидко освоївся на цій посаді, налагодивши численні контакти як з альпіністами-початківцями, так і з різними альпклубами. 1979 року Бордмана обрано президентом Асоціації британських гірських провідників (BMG). Набутий досвід роботи у Раді разом з умінням вести переговори та знанням політики у галузі розвитку міжнародного альпінізму значною мірою сприяли тому, що у 1977 році BMG стала повноправним членом Міжнародного об'єднання гірських провідників.
Після трагічної загибелі Дугала Гестона, у січні 1978 року Бордман очолив Міжнародну школу альпінізму (англ. International School of Mountaineering - ISM) у швейцарському Лезені та залишався її керівником аж до своєї трагічної загибелі. На цій роботі йому пощастило поєднати те, що він любив найбільше — гори та викладацьку діяльність. Сходження як для інструктора ніколи не були для нього рутиною і приносили задоволення як його партнерам, так і йому самому.

## Кар'єра в альпінізмі
Першою великою самостійною експедицією Бордмана стала поїздка до Афганістану (Гіндукуш) у 1972 році разом із командою з університетського гірничого клубу, головою якого Пітер був з 1971 до 1972 роки. В рамках експедиції вдалося здійснити цілу низку сходжень, серед яких особливо виділяють перші північною стіною на Koh-I-Khaaik і перше на Koh-i-Mondi. Ці сходження отримали високу оцінку альпіністського товариства.

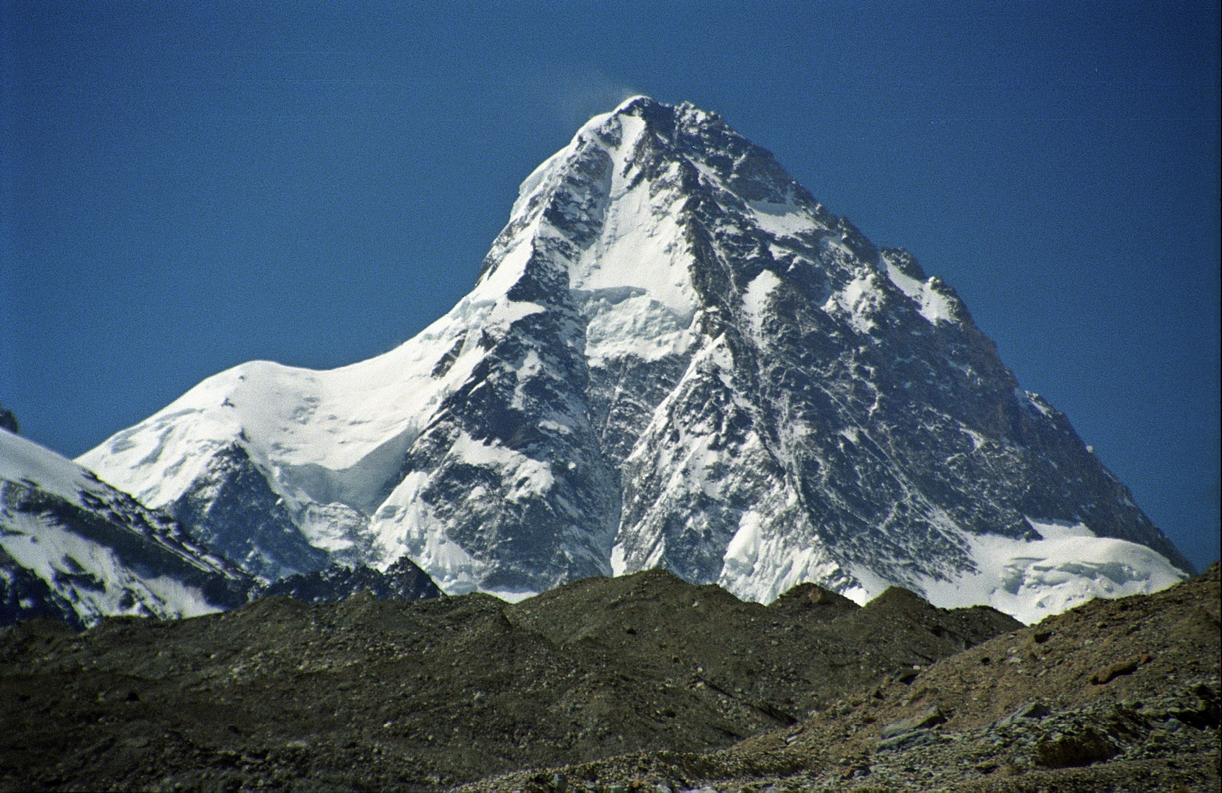
K2 з північного боку

У 1974 році Бордман разом із Роджером О'Донованом (англ. Roger O’Donovan) зробив перше сходження південною стіною на Ден-Бірд (Аляска). У першій половині 1975 року він побував на Кавказі, а влітку на запрошення Кріса Бонінгтона приєднався до британської експедиції на Еверест південно-західною стіною, в якій був наймолодшим із її учасників. «Пітер був старанним і дисциплінованим членом команди, хоча трохи замкнутим у соціальному плані. Він був, безумовно, одним із найсильніших альпіністів, і тому його обрано для другого сходження південно-західною стіною слідом за Дугалом Гестоном та Дагом Скоттом». 26 вересня 1975 року о 1:40 пополудні Бордман та шерпа Петемба (англ. Pertemba) досягли вершини Евересту. Проте їхнє досягнення було затьмарено — цього ж дня під час сходження зник безвісти Мік Берк, ще один учасник їхньої штурмової групи.
У 1976 році разом з Джо Таскером Пітер здійснив сходження найскладнішою західною стіною на Чангабанг — 1700 метрах вертикальних і нависальних скель, покритих плямами натікального льоду (друге сходження на вершину). Кріс Бонінгтон назвав цей маршрут «найскладнішим у Гімалаях», а редактор журналу «Маунтайн магазін» Кен Вілсон, раніше оцінюючи шанси на успіх Таскера та Бордма, скептично сказав, що «він не виглядає маршрутом для одружених чоловіків». Про це сходження Піт написав книгу «Сяйна гора», яка у 1979 році отримала премію Джона Луелліна Різа як найкраща робота року у галузі літератури.
1978 року взяв участь в експедиції Бонінгтона на К2 західним ребром, проте вона не досягла значних результатів, оскільки після загибелі в лавині її учасника Ніка Есткурта була згорнута керівником. На Різдво — на початку наступного 1979 року у Снігових горах Нової Гвінеї разом з Гіларі Колінз — своєю майбутньою дружиною, Піт піднявся на Джаю і Дугундугу (Dugundugu), а навесні разом з Таскером, Скоттом і Джорджем Беттембургом пройшов альпєм маршрут (північним гребенем) на Канченджанґу. Восени цього ж року Бордман очолив британо-непальську експедицію на Гаурішанкару — гору, яка через свою складність отримала репутацію «Гімалайського Айгера». До складу альпіністської групи увійшли Джон Баррі (англ. John Barry), Тім Ліч (англ. Tim Leach), швейцарець Гай Найтардт (англ. Guy Neithardt) і шерпа Пемба Лама (англ. Sherpa Pemba Lama). 9 листопада Бордман, Ліч, Найтардт і Пемба здійснили перше в історії сходження на південну вершину Гаурішанкарі (7010 м, західним гребенем). Про свої сходження протягом цього року в малозвіданих районах планети Піт написав книгу «Священні вершини», яка була видана лише 1982 року — вже після загибелі автора. У ній є і романтична любов до гір, непідробний інтерес письменника до їхньої історії та топографії, а також описані нюанси різних стилів експедицій у гори.
1980 року разом з Джо Таскером, Дагом Скоттом і Діком Реншоу Бордман повернувся на Західне ребро Чогорі (на маршрут 1978 року Бонінгтона), але їм вдалося просунутися лише на кілька сотень метрів вище, ніж у попередній спробі (~ до 7000 м). Скотт після цього повернувся додому, а Бордман та інші учасники спробували піднятися ребром Абруццького (класичним маршрутом). Їм вдалося досягти позначки трохи вище за 8000 метрів, після чого негода змусила їх відступити.
Наступного року Піт у складі британської експедиції Майкла Ворда (англ. Michael Ward — лікар легендарної експедиції на Еверест-1953) у Китай (англ. The British Kongur Expedition) разом з Крісом Бонінгтоном, Аланом Роузом і Джо Таскером 12 липня здійснив перше в історії сходження на 37 за висотою у світі та найвищу вершину китайської (практично недослідженої на той час) частини Паміра Конгур (7649). Здійснене в альпійському стилі, сходження на цю вершину (трохи менше як 8000 метрів заввишки) стало одним із найчудовіших, але при цьому мало відомих альпіністських досягнень 1980 років.

### Остання експедиція

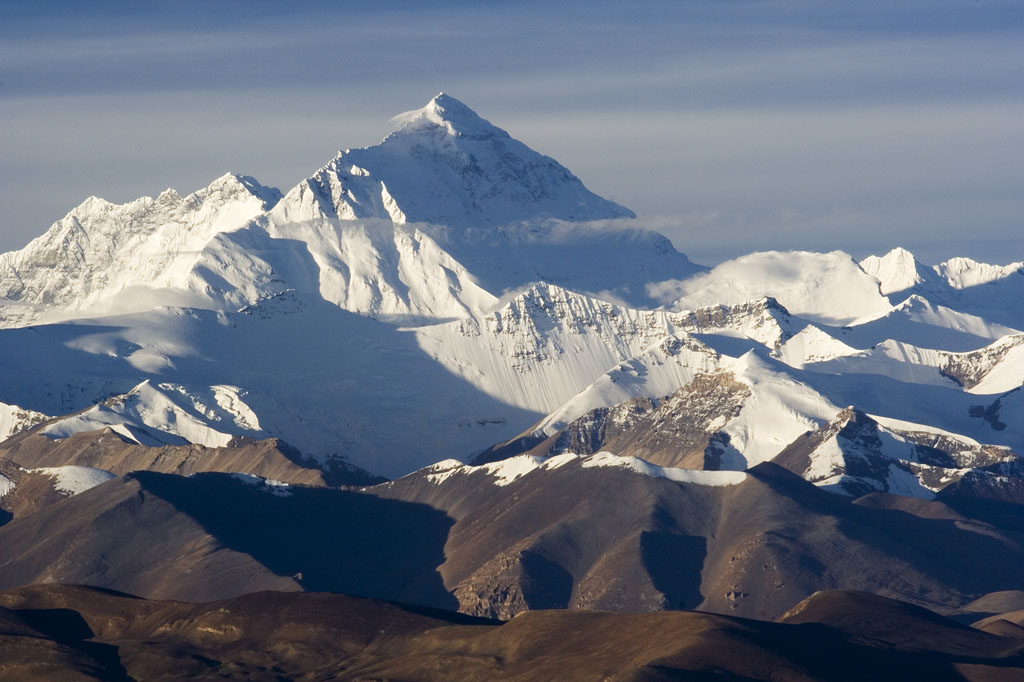
Північно-східний гребінь Евересту (висхідний до вершини ліворуч від центру)

У березні 1982 року Піт Бордман, Джо Таскер і Дік Реншоу увійшли до складу організованої Крісом Бонінгтоном невеликої експедиції на Еверест, метою якої було сходження на найвищу точку планети раніше непройденим і технічно дуже складним північно-східним гребенем. Протягом майже двох місяців альпіністська група опрацьовувала новий маршрут і напередодні вирішального штурму було досягнуто висоти 8100 метрів. 15 травня Таскер і Бордман вийшли на штурм вершини з передового базового табору (Бонінгтон відмовився від сходження через свій фізичний стан та гіршу акліматизацію, а Дік Реншоу через проблеми зі здоров'ям). Того ж дня вони без проблем дійшли до снігової печери на 6812 м, а 16 травня до третього табору — снігової печери на 7850 м. 17-го альпіністи планували пройти ключову ділянку маршруту — Три башточки, і вийти на класичний маршрут із північного сідла. Востаннє їх спостерігали у телескоп увечері близько 21.00 17 травня поблизу Другого жандарма (Second Pinnacle (8250 м)). 18 травня візуальний контакт встановити не вдалося. 19-го Бонінгтон й Едріан Гордон піднялися на північне сідло, звідки протягом 2-х днів спостерігали за маршрутом — але безрезультатно. Через 10 днів відсутності Пітера Бордмана та Джо Таскера визнали загиблими.
Тіло Пітера Бордмана було знайдено лише 1992 року японсько-казахстанською експедицією на сніговому схилі поблизу вершини Другого жандарма (з боку Евересту), тіло Таскера поки так і не виявлено. Точні обставини трагедії невідомі.

## Особисте життя, пам'ять
У 1980 році Піт одружився з Гіларі Коллінз (англ. Hilary Collins). Він познайомився з нею у 1974 році і протягом наступних шести років вона була постійним супутником у його подорожах, зокрема, вони здійснили спільні сходження на Кенію та Кіліманджаро.
Як данина пам'яті Джо Таскера та Пітера Бордмана Кріс Бонінгтон заснував благодійний фонд The Boardman Tasker Charitable Trust, який здійснює підтримку авторів літературних творів, головною темою яких є гори. Фондом щорічно надається спеціальна премія.

## Виноски
1. ↑  У британській системі категорування маршрутів Very Severe (VS) - дуже складна
2. ↑  Найкоротший шлях від підніжжя вершини до верху
3. ↑  На штурм вершини майже одночасно вийшли четверо альпіністів. Мартін Бойсен зійшов з маршруту через проблеми з кисневим обладнанням. Міка Берка востаннє бачили Бордман і Петемба під час спуску з вершини в умовах погіршення погоди. До вершини Міку залишалося близько сотні метрів за висотою за простим гребеневим маршрутом - він навіть запропонував Бордману і Петембі повернутися назад, щоб зняти момент сходження. Через проблеми з кисневим обладнанням у Бордмана альпіністи домовилися розпочати спільний спуск трохи нижче, але зустріч так і не відбулася.[8]
4. ↑  До 1979 року на гору було зроблено п'ять безуспішних спроб сходжень, зокрема 1964 року Дона Вілланса, Єна Гоуелла і Єна Клафа (під керівництвом Денніса Грея). Лише 8 травня 1979 року американській експедиції Ел Ріда вдалося піднятися на головну — північну вершину масиву (Джон Роскеллі та шерпа Додже). До складу експедиції також входив Петемба - напарник Бордмана зі сходження на Еверест[14].